# Hétérosome
 (mars 2022).
On appelle hétérosomes (ou hétérochromosomes) des chromosomes homologues mais d'apparence différente. Les chromosomes sexuels sont des hétérosomes.